# Sergei Kornilenko
Sergei Kornilenko   (Vítsiebsk, 14 de juny de 1983) és un futbolista belarús de la dècada de 2010.
Fou internacional amb la selecció de Belarús.
Pel que fa a clubs, defensà els colors de Dinamo Minsk, Dniprò, FC Zenit i Blackpool.